# Episodi di Make It or Break It - Giovani campionesse (seconda stagione)
La seconda stagione della serie televisiva Make It or Break It - Giovani campionesse è stata trasmessa negli Stati Uniti per la prima volta dall'emittente ABC Family dal 28 giugno 2010 al 23 maggio 2011.
In Italia è andata in onda sul canale satellitare Fox dal 15 febbraio 2011 all'8 febbraio 2012.
| nº | Titolo originale              | Titolo italiano               | Prima TV USA   | Prima TV Italia  |
| -- | ----------------------------- | ----------------------------- | -------------- | ---------------- |
| 1  | Friends Close, Enemies Closer | Quale amicizia?               | 28 giugno 2010 | 15 febbraio 2011 |
| 2  | All or Nothing                | Tutto o niente                | 5 luglio 2010  | 15 febbraio 2011 |
| 3  | Battle of the Flexes          | Ragazzi contro ragazze        | 13 luglio 2010 | 22 febbraio 2011 |
| 4  | And the Rocky Goes To...      | Il premio Rocky               | 20 luglio 2010 | 1º marzo 2011    |
| 5  | I Won't Dance, Don't Ask Me   | Non sono una ballerina        | 27 luglio 2010 | 8 marzo 2011     |
| 6  | Party Gone Out of Bounds      | La festa nella casa sul lago  | 3 agosto 2010  | 15 marzo 2011    |
| 7  | What Are You Made Of?         | Di che pasta siete fatte?     | 10 agosto 2010 | 22 marzo 2011    |
| 8  | Rock Bottom                   | Toccare il fondo              | 17 agosto 2010 | 29 marzo 2011    |
| 9  | If Only...                    | Se solo...                    | 24 agosto 2010 | 5 aprile 2011    |
| 10 | At the Edge of the Worlds     | Verso i mondiali              | 31 agosto 2010 | 12 aprile 2011   |
| 11 | The New Normal                | Guardare avanti               | 28 marzo 2011  | 26 gennaio 2012  |
| 12 | Free People                   | Finalmente libere             | 4 aprile 2011  | 27 gennaio 2012  |
| 13 | The Buddy System              | Scambio di esercizi           | 11 aprile 2011 | 30 gennaio 2012  |
| 14 | Life Or Death                 | Vita o morte                  | 18 aprile 2011 | 31 gennaio 2012  |
| 15 | Hungary Heart                 | Fidarsi o no?                 | 25 aprile 2011 | 1º febbraio 2012 |
| 16 | Requiem For A Dream           | Requiem per un sogno          | 2 maggio 2011  | 2 febbraio 2012  |
| 17 | To Thine Own Self Be True     | Sii sempre fedele a te stesso | 9 maggio 2011  | 3 febbraio 2012  |
| 18 | Dog Eat Dog                   | Cane mangia cane              | 16 maggio 2011 | 6 febbraio 2012  |
| 19 | What Lies Beneath             | Un velo di bugie              | 23 maggio 2011 | 7 febbraio 2012  |
| 20 | Worlds Apart                  | L'unione fa la forza          | 23 maggio 2011 | 8 febbraio 2012  |

## Quale amicizia?
- Titolo originale: Friends Close, Enemies Closer
- Diretto da: Patrick Norris
- Scritto da: Joanna Johnson

### Trama
Kaylie, Emily e Lauren vengono soprannominate "le ribelli della rock". Molte giovani desiderano iscriversi alla rock per allenarsi con loro. Mentre le tre ribelli posano per una rivista arriva Ellen Beals, membro del Comitato Nazionale Ginnastica dichiarando che le ragazze non avranno modo di partecipare alla trasferta in Francia in quanto sospese dalla squadra nazionale. A quel punto Sasha incita le ragazze a non arrendersi e a non essere deboli cercando di rimanere uniti per poter riuscire ad andare in Francia. Kaylie chiede spiegazioni a Carter sul perché lui non ha risposto alla sua chiamata e lui le risponde che fra loro è finita ma non precisa che il motivo di questa scelta è Lauren. Carter dice a Lauren di scegliere tra lui e l'amicizia con Kaylie. Payson continua ad allenarsi ma non riesce ad essere la ginnasta di prima. È convinta che però può riuscirci ed andare ai mondiali. Sasha la invita a misurare la sua altezza che è aumentata di qualche centimetro e le dice che durante il suo stop per l'infortunio ha iniziato a svilupparsi. Lei incredula non accetta la cosa e dichiara a Sasha di volersi impegnare per partecipare ai mondiali. Le ragazze vanno da Ellen Beals per scusarsi del loro comportamento e che vorrebbero rientrare in nazionale, tradendo così Sasha. Tornano ad allenarsi alla rock e poco dopo arriva Ellen dichiarando la revoca della sospensione e facendo entrare in squadra Kaylie come capitano, Emily e tenendo in considerazione la richiesta di Payson per la riammissione. Lauren con rammarico è fuori squadra. Il padre di Lauren parla con Ellen Beals: tutto ciò che lei vuole è cacciare Sasha dalla Rock in cambio lui chiede di avere Lauren in squadra e una sponsorizzazione per Emily.
- Ascolti USA: telespettatori 1.830.000 - share 2%[1]

## Tutto o niente
- Titolo originale: All or Nothing
- Diretto da: Fred Gerber
- Scritto da: Kerry Lenhart, John J. Sakmar

### Trama
Dopo essere state reintegrate nel team nazionale, le ragazze si recano in Francia, dove il raggiungimento dei loro sogni è perseguitato da gelosie, sabotaggi, incertezze e la costante presenza di Elle Beals. Payson rischia il tutto per tutto, Emily è ancora angosciata per via di Damon mentre Kaylie e Lauren continuano a beccarsi tra di loro.
Una volta in Francia, Emily decide di uscire di nascosto con la complicità delle sue amiche e recarsi a Parigi dove Damon è in tour con i Green Day. La ragazza è decisa a dire addio al suo ragazzo, in modo da potersi concentrare sulla ginnastica in vista delle olimpiadi. Una volta riunitesi i due fidanzati si promettono di rivedersi dopo due anni e dopo aver raggiunto i loro successi professionali. Giusto in tempo prima del coprifuoco, Emily si reca alla stazione ferroviaria per tornare nel suo albergo, ma si rende conto di non avere il biglietto per tornare, precedentemente sottratto di nascosto da Lauren a sua insaputa. Non avendo neppure del denaro per acquistare un altro biglietto, comincia a fare delle acrobazie nella stazione tra gli artisti che chiedono delle offerte. Viene aiutata da Austin che di passaggio, le presta il resto dei soldi necessari all'acquisto del biglietto. I due appena tornati in albergo vengono scoperti da Ellen Beals che sospende Emily e non le consente di partecipare alla gara; al suo posto viene integrata dalle riserve Lauren, che riesce nel suo intento dopo aver sabotato Emily. La richiesta di Payson di essere reintegrata nella squadra viene negata dalla commissione Nazionale.
- Ascolti USA: telespettatori 1.716.000 - share 2%[2]

## Ragazzi contro ragazze
- Titolo originale: Battle of the Flexes
- Diretto da: J. Miller Tobin
- Scritto da: Amy Turner

### Trama
Il campione Olimpico, Austin Tucker, arriva al Rock per allenarsi temporaneamente, creando scompiglio negli equilibri dei ragazzi. Per risolvere la questione, Sasha decide di far competere le ragazze contro i ragazzi ma ogni gruppo sulle attrezzature dell'altro. Payson intanto sta riflettendo sul suo futuro e sul posto che la ginnastica avrà nella sua vita.
- Ascolti USA: telespettatori 1.561.000 - share 1%[3]

## Il premio Rock
- Titolo originale: And the Rocky Goes To..
- Diretto da: Bethany Rooney
- Scritto da: Holly Sorensen

### Trama
Le ragazze si preparano all'annuale serata per la consegna dei premi, i Rocky Awards, Lauren è determinata a conquistare quello di Miss Simpatia, anche se dovrà affrontare la concorrenza impietosa della mamma di Emily che vuole che il premio sia assegnato a sua figlia. Nel frattempo Payson ha difficoltà nel vedere sua sorella più piccola raggiungere sempre più alti traguardi nella ginnastica, visto il suo recente fallimento. A fine serata Sasha e Summer, complice qualche drink di troppo, si baciano.
- Ascolti USA: telespettatori 1.458.000 - share 1%[4]

## Non sono una ballerina
- Titolo originale: I Won't Dance, Don't Ask Me
- Diretto da: David Paymer
- Scritto da: Michael Gans, Richard Register

### Trama
In vista dei campionati mondiali, Sasha spinge le ragazze a concentrarsi e a perfezionare i loro esercizi, ma ovviamente proprio in questo periodo loro hanno altro per la testa. Lauren vuole proclamare il suo amore per Carter una volta per tutte, Kaylie è presa da problemi sia fuori e dentro la palestra, mentre Payson si chiede se riuscirà mai ad arrivare alla visione che Sasha ha di lei. Sasha porta Payson a vedere il balletto.
- Ascolti USA: telespettatori 1.664.000 - share 2%[5]

## La festa nella casa sul lago
- Titolo originale: Party Gone Out of Bounds
- Diretto da: Félix Alcalá
- Scritto da: Joanna Johnson

### Trama
Austin organizza una festa alla sua casa al lago e invita le ragazze, Kaylie cerca di controllare le ragazze in vista dei mondiali e "vieta" loro di andare al party organizzato da Austin. Il suo tentativo, però fallisce miseramente poiché per controllare affinché loro non vadano, lei in primo luogo si reca alla casa sul lago. Le ragazze finiscono per ritrovarsi tutte da Austin e, con l'arrivo della polizia sono obbligate a fuggire per non finire nei guai. Ciò non fa altro che avvicinarle inoltre prima di fuggire Kaylie ed Austin si baciano. Lauren cerca di intimorire Chloe dicendole che riuscirà a sbarazzarsi di lei proprio come ha fatto con Summer. Nel frattempo Sasha e Summer decidono di frequentarsi al di fuori della palestra, il coach infatti la invita a cenare con lui in un ristorante molto chic, dove successivamente scopre essere il preferito di Steve, che si ritrova a pochi tavoli di distanza a festeggiare il suo terzo mesiversario con Chloe. Per tenere nascosta la loro relazione appena nata, Sasha e Summer chiamano in soccorso la mamma di Payson che li raggiunge al ristorante fingendo di avere con loro una cena di lavoro. Una volta tornati a casa di Steve, Chloe scopre nell'appartamento in garage Lauren e Carter a letto insieme.
- Ascolti USA: telespettatori 1.745.000 - share 2%[6]

## Di che pasta siete fatte?
- Titolo originale: What Are You Made Of?
- Diretto da: Glenn L. Steelman
- Scritto da: Holly Sorensen

### Trama
Kaylie, Lauren, ed Emily sono impegnate nell'ultimo allenamento con la squadra nazionale prima di affrontare le selezioni per i Campionati del Mondo; Payson nel frattempo sotto suggerimento di Sasha frequenta delle lezioni di danza classica per migliorare la sua tecnica, la ragazza ha però delle difficoltà a ritrovarsi in questo mondo.
Sasha è preoccupato per la salute di Kaylie e prega Marty affinché neghi alla ragazza di effettuare il complicato salto cui lavora da tempo.
Ellen Beals diventa la nuova coach facendo così licenziare Marty; Emily scopre che la sua borsa di studio è in realtà una copertura di Steve, che la sta segretamente finanziando. Emily decide così di ripagare il padre di Lauren di ogni centesimo da lui ricevuto.
- Ascolti USA: telespettatori 1.560.000[7]

## Toccare il fondo
- Titolo originale: Rock Bottom
- Diretto da: Chris Grismer
- Scritto da: Liz Maccie

### Trama
Sasha continua a seguire Payson con gli allenamenti; Kaylie dopo l'allenamento accetta di andare a fare un pic-nic con Austin, ma lo tratta malamente perché lui insiste nel farle mangiare quello che aveva comprato. Durante il viaggio di ritorno Kaylie chiede scusa ad Austin e lui avendo intuito che Kaylie soffre di anoressia le racconta cosa è successo alla sorella minore, che, volendo essere come lui, è finita in ospedale. Kaylie gli chiede perché si interessa tanto e lui le risponde che lo fa perché tiene a lei; i due si baciano. Intanto Carter vuole raccontare di lui e Lauren a Steve, ma Lauren parla con Summer, che va subito a raccontarlo a Steve e gli dice anche che Chloe sapeva tutto ma non ha detto niente e loro due litigano. Emily è preoccupata per la situazione economica della sua famiglia, che non va affatto bene. Suo fratello ha un malore perché non ha preso le medicine, allora Emily corre in farmacia, ma il flacone costa più del previsto e lei lo ruba, venendo così arrestata. Payson è attratta da Sasha e durante un allenamento lo bacia incurante del fatto che lui la stava filmando e aveva lasciato la telecamera accesa. Nel frattempo Kaylie continua a fare palestra imperterrita nonostante ciò che aveva detto ad Austin, cioè che voleva smettere con la sua dieta estrema. Payson dopo aver baciato Sasha scappa dalla palestra; Emily viene arrestata dopo essere rientrata in casa ed aver somministrato le medicine al fratello.
Kaylie comincia a fare il tapis roulant per bruciare le calorie del cibo che ha appena mangiato.
- Ascolti USA: telespettatori 1.560.000[8]

## Se solo....
- Titolo originale: If Only...
- Diretto da: David Paymer
- Scritto da: Michael Gans, Richard Register

### Trama
Lauren trova la telecamera di Sasha che registrava i movimenti di Payson e scopre che al suo interno vi è una sequenza che ritrae Payson mentre bacia Sasha. Lauren estrae il CD che vi è all´interno e manda solamente il frammento del bacio dei due all´allenatrice Ellen Beals, omettendo il resto.
Kaylie, nel frattempo, continua a dimagrire, rifiutando cibo e prendendo in giro i suoi genitori e Sasha, che venuto a casa sua perché preoccupato, si vede scacciato in malo modo. Dopo il bacio con Sasha, Payson si sente molto in colpa e fa giurare a sua madre e a Sasha di non dirlo a nessun altro. Emily intanto esce dal carcere e continua a lavorare al Pizza Shack. va Damon in viaggio per Los Angeles decide di fermarsi a Boulder per fare una sorpresa ad Emily, ma vedendola in buoni rapporti con Razor e sentendo che Emily gli nasconde qualcosa, riparte lasciandola.
- Ascolti USA: telespettatori 1.419.000[9]

## Verso i mondiali
- Titolo originale: At the Edge of the Worlds
- Diretto da: Chris Grismer
- Scritto da: Kerry Lenhart, John J. Sakmar

### Trama
Sasha non può più essere il coach del team della Rock, e Steve essendo il nuovo presidente eletto in rappresentanza dei genitori lo sospende. Demon casualmente nel locale dove lavora Chloe, scopre che la mamma di Emily è stata assunta in uno strip club come barista, lei lo informa che è obbligata a fare quel lavoro visti i loro problemi economici e i recenti guai con la legge di Emily. Il tribunale fissa l'udienza per Emily in concomitanza delle selezioni per i Mondiali; la ragazza chiede ad Ellen Beals di poter sostenere per prima le selezioni, ma la donna pronta a metterle i bastoni tra le ruote le nega questa concessione. Aiutata da Damon, che chiama il suo patrigno avvocato, Emily riesce a spostare l'udienza, cosa che però non accade, a sua insaputa, poiché la Beals risponde alla telefonata del giudice e gli chiede di non modificare la data dell'appello.
Il papà di Payson affitta una palestra perché Sasha possa continuare ad allenarla.
Austin cerca disperatamente di convincere i genitori di Kaylie a non far esibire la ragazza, visti i suoi problemi con il cibo, i due però non credono ad una parola del ragazzo.
Durante le esibizioni, Kaylie visto il completo digiuno cade perdendo i sensi; la ragazza viene ricoverata in ospedale e successivamente in una clinica per i disordini alimentari.
Il padre di Sasha, Dmitri, arriva alle selezioni per essere il coach delle ragazze durante questo momento difficile.
Lauren ed Emily effettuano delle ottime performance classificandosi per i mondiali, ma sopraggiunge la polizia che preleva Emily poiché è mancata in tribunale. Con grande sorpresa di tutti, Sasha irrompe in palestra chiedendo al comitato di lasciare esibire anche Payson per farla rientrare nella squadra. L'esibizione della ragazza si rivela un successo e Payson viene riammessa nel team e partecipare ai campionati mondiali.
Sasha dopo le selezioni lascia con il suo camper la città.
- Guest star: Béla Károlyi  interpreta Dmitri, il padre di Sasha
- Ascolti USA: telespettatori 1.438.000[10]

## Guardare avanti
- Titolo originale: The New Normal
- Diretto da: Michael Lange
- Scritto da: Holly Sorensen

### Trama
Kaylie viene curata in una clinica privata per disordini alimentari, qui fa una nuova amicizia, Maeve, una modella professionista che è già stata curata in precedenza. Sasha decide di lasciare la palestra e, dopo aver fatto per un po' il pugile a Denver dove Kim lo trova, torna in Romania. Emily viene messa sotto arresti domiciliari e deve indossare un sensore alla caviglia, ciò le crea dei problemi in vista di un'esibizione a Denver. Per nascondere la cavigliera di Emily, le ragazze decidono di indossare tutti degli scaldamuscoli, ma durante l'esibizione la cavigliera elettronica rimane scoperta ed è vista dal pubblico. Per porre rimedio Emily decide di scusarsi pubblicamente per il piccolo furto che ha messo in atto e che ha portato vergogna alla sua famiglia e al suo team sportivo.
Un amico di Austin, Max, decide di trasferirsi nella palestra di Boulder, e sembra avere un debole per Payson, nonostante Lauren gli dedichi tutta la sua attenzione.
- Ascolti USA: telespettatori 2.058.000[11]

## Finalmente libere
- Titolo originale: Free People
- Diretto da: Fred Gerber
- Scritto da: Joanna Johnson

### Trama
Kaylie è frustrata per il suo soggiorno obbligatorio presso il centro di riabilitazione per i disturbi alimentari, perché vuole tornare al più presto a riprendere i suoi allenamenti in vista dei campionati mondiali. La sua amica Maeve cerca di insegnarle il modo più efficace e celere possibile per essere dimessa dalla clinica, avendo lei alle spalle già altre due riabilitazioni, deve solo fingersi realmente pentita e fare in modo di essere convincente. La Rock ha un nuovo allenatore, si tratta di Darby Conrad, medaglia d'argento Olimpica, e tutti, in modo particolare Payson, forse per la giovane età e l'inesperienza della coach, sono un po' scettici sulle sue capacità. Lauren invece vede Derby come un'opportunità per la sua ascesa nella Rock e a tal proposito vuole rimpiazzare Kaylie nel ruolo di capitano della squadra.
Non appena scoperte le intenzioni di Lauren, Payson si candida per lo stesso ruolo, intenzionata a guidare al meglio la sua squadra; indecisa e decisamente "di parte" Derby decidere di organizzare una sfida tra le due ragazze, la più brava di loro diventerà capitano della squadra.
- Ascolti USA: telespettatori 1.690.000[12]

## Scambio di esercizi
- Titolo originale: The Buddy System
- Diretto da: Glenn L. Steelman
- Scritto da: Amy Turner

### Trama
Lauren e Payson, rese co-capitane, si attaccano continuamente, il tutto è alimentato dal "lottare" per le attenzioni del nuovo ragazzo Max. Payson continua a negare però di provare dei sentimenti per lui, anche se Luaren non è convinta che Max sia dello stesso avviso. La nuova allenatrice propone uno scambio di esercizi nel quale Lauren e Payson si troveranno in coppia e quest'ultima dovrà cercare di acquisire la sensualità di Lauren per riuscire a portare a termine l'esercizio alla trave.
Maeve sorprende Kaylie andandola a trovare alla Rock, la modella aiuta Kaylie a convincere i suoi genitori a farla allenare nuovamente in vista dei mondiali, per riuscirci Kaylie dovrà mettere in disaccordo i suoi genitori e il suo terapista. Steve trova il video modificato del bacio tra Payson e Sasha ed affronta Lauren al riguardo; nonostante l'intenzione di raccontare tutto a Summer, Lauren prega il padre di non farlo, implorandolo e dicendogli che ha finalmente imparato la lezione e che non farà mai più cose simili. Emily scopre che il nuovo lavoro di sua mamma è in uno strip club.
Maeve e Kaylie si salutano in vista della partenza della modella per l'Italia per un nuovo lavoro; tornata a casa Kylie credendo di aver convinto i suoi genitori chiede loro quando potrà ricominciare gli allenamenti, i due le dicono che nonostante tutto vogliono dare ascolto al suo terapista e non consentirle di riprendere la sua routine sportiva. Infuriata Kaylie si rifugia nella sua stanza dove chiama Maeve per sfogarsi, apprende però che la ragazza è deceduta all'aeroporto, prima di partire, per un arresto cardiaco.
- Ascolti USA: telespettatori 1.640.000[13]

## Vita o morte
- Titolo originale: Life Or Death
- Diretto da: David Paymer
- Scritto da: Michael Gans, Richard Register

### Trama
Le ragazze si preparano per una sfida con il Pinewood Club, la peggior palestra del paese, e si preoccupano che non rappresenti una sfida sufficiente per loro in vista del torneo da disputare in Ungheria. Intanto Damon e Kaylie si avvicinano, mentre lui inizia a registrare il disco a casa della ragazza. Vedendo Kaylie molto triste per la scomparsa di Maeve, Damon si offre di accompagnarla al funerale, dove la mamma della modella chiede a Kaylie di omaggiare sua figlia con un discorso dicendo quanto in realtà fosse una ragazza sana al contrario di quello che i giornali scrivono di lei. Kaylie però si rifiuta e fugge via dalla chiesa e confida a Damon che, non vuole sostenere le bugie che Maeve diceva, la quale, fingeva di essere guarita e di mangiare solamente per poter uscire dalla riabilitazione.
Darby chiede a Max di essere il fotografo in vista dell'incontro con il team Pinewood e di fare dei primi piani delle ginnaste. Lauren non si lascia sfuggire l'occasione per avvicinarsi al ragazzo, gli chiede di passare in serata da casa sua e di scattarle le foto di cui ha bisogno. Una volta in casa, Lauren cerca di sedurre il ragazzo posando in biancheria, il tutto però è fermato dall'arrivo di Summer, che sconvolta manda a casa il ragazzo e rimprovera Lauren; ancora una volta però la ragazza riesce a convincere Summer a non dire nulla a suo padre.
Damon deve esibirsi al Pizza Shack, ma Emily non può recarsi a vedere la performance del ragazzo poiché "obbligata" dal contratto firmato con la NGO a non avere alcuna relazione sentimentale; inizialmente in ritiro notturno organizzato da Darby, le ragazze sono arrabbiate perché intenzionate ad andare al concerto di Damon, successivamente però convincono Darby a recarsi al Pizza Shack, dove Emily rimane allibita per il duetto di Damon e Kaylie.
Le ragazze sono costrette ad andare via di corsa visto l'arrivo del responsabile del NGO; Payson dopo aver scoperto delle foto che Max ha fatto a Lauren dice al ragazzo, con cui aveva precedentemente preso accordi per allenarsi insieme, che non ha interesse a farsi nuovi amici.
L'incontro con la Pinewood si rivela essere un disastro, tutte le ragazze della Rock falliscono e il team avversario le batte, a fine incontro Payson affronta Darby dicendole di non essere adatta a fare loro da coach vista la sua incapacità a prendere delle decisioni. Kaylie esortata da Damon comincia a scrivere tutti i suoi sentimenti su una agenda e finalmente scrive, ammettendolo, di essere anoressica.
- Ascolti USA: telespettatori 1.585.000[14]

## Fidarsi o no?
- Titolo originale: Hungary Heart
- Diretto da: Rod Hardy
- Scritto da: Kerry Lenhart, John J. Sakmar

### Trama
Payson scopre l'indirizzo di Sasha, in Romania; sulla strada per il torneo in Ungheria, le ragazze fanno scalo in Romania per convincere Sasha a tornare ad allenarle.
Emily prima di partire per il torneo, ha un colloquio con Damon, la ragazza domanda al suo fidanzato in che rapporti è con Kaylie, ma innervosita anche perché Damon aveva taciuto la verità riguardante il reale lavoro di sua madre decide di rompere la relazione con lui una volta per tutte.
Arrivate in Romania, le ragazze trovano Sasha nel suo "nuovo" lavoro di barista, invano ognuno di loro cerca di convincerlo a tornare, ma una volta compreso che il loro ex coach non è intenzionato ad allenarle ancora vanno via.
Solo un discorso che Summer rivolge a Sasha, sembra convincere l'uomo ad cambiare il suo pensiero.
Arrivate in Ungheria le ragazze si registrano, tornate nelle rispettive stanze, Emily e Payson ricevono l'inaspettata visita di Sasha che dice loro che tornerà nuovamente ad essere il loro coach.
Il giorno del torneo è arrivato dopo le loro performance le ragazze vincono il secondo posto, battute dalla Russia; Emily in particolare fa una brutta performance atletica.
A fine torneo viene convocata dall'organizzatore sportivo che la informa che dopo aver eseguito i normali test sul doping, hanno appreso che è incinta.
- Ascolti USA: telespettatori 1.639.000[15]

## Requiem per un sogno
- Titolo originale: Requiem For A Dream
- Diretto da: Michael Schultz
- Scritto da: Holly Sorenson

### Trama
Emily apprende dal suo medico che è incinta di sei settimane, la dottoressa le illustra tutte le alternative informandola che può ancora porre fine alla sua gravidanza oppure ricorrere all'adozione se, vista la sua giovane età, non si sente ancora pronta a diventare madre.
Sasha domanda ad Emily cosa intende fare al riguardo, la ragazza prende tempo dicendo al coach che aspetterà di vedere se la NGO la includerà nella squadra per andare ai mondiali.
Nel frattempo Lauren cerca di convincere il padre a comprare un nuovo anello di fidanzamento per Summer e proporre alla donna di diventare sua moglie; Steve si lascia convincere dalla figlia poiché spaventato dal ritorno del coach Belov e di un possibile ritorno di fiamma con la sua fidanzata.
Non appena ricevuto la proposta di matrimonio di Steve, Summer cerca di prendere tempo chiedendo all'uomo di riflettere prima di dargli una risposta definitiva.
Sasha e Lauren cominciano a costruire un rapporto basato sulla fiducia e, una mattina, dopo una sessione di allenamento individuale, la ragazza capisce che lui la apprezza tanto quanto le altre quindi decide di mandare all'NGO il video completo del bacio tra Sasha e Payson, dove si vede che lui la respinge. Emily apprende da Marcus, il portavoce del NGO, che andrà ai mondiali; la ragazza in crisi è spaventata dalla scelta che deve intraprendere.
Summer decide di parlare con Sasha e vedere se hanno ancora qualche possibilità come coppia ma, non appena apprende dal coach della gravidanza di Emily, e della sua opinione favorevole riguardo ad una possibile interruzione di gravidanza, lo liquida malamente intuendo che non possono avere futuro come coppia per via delle notevoli divergenze di pensiero.
Una volta rientrata in casa, Emily ha un colloquio con sua mamma e Marcus, che cercano di farle capire quando possa essere difficile la vita di una mamma teenager; la ragazza scappa via e si reca da Damon per un conforto.
Arrivata dal ragazzo, Emily gli confida di aspettare un bambino e propone a Damon di andar via con lei e crescerlo insieme senza neppure dare il tempo al ragazzo di replicare.
Kaylie si reca a casa di Emily e le confessa del suo bacio con Damon, la ragazza sconvolta continua a preparare le valigie ma decide di partire da sola ed andare a Las Vegas da sua nonna e crescere da sola suo figlio.
Lauren, Payson e Kaylie apprendono della gravidanza di Emily e tristemente dicono addio alla ragazza, nel loro vecchio campeggio, poiché non farà più parte con loro del team della Rock.
- Nota: questo è l'ultimo episodio in cui compare Chelsea Hobbs
- Ascolti USA: telespettatori 1.650.000[16]

## Sii sempre fedele a te stesso
- Titolo originale: To Thine Own Self Be True
- Diretto da: John Behring
- Scritto da: Liz Maccie

### Trama
Kaylie finalmente ritorna al Rock per allenarsi, pubblicamente è stato dichiarato che la sua lontananza dallo sport è stato in seguito un infortunio al legamento crociato anteriore, non ad una riabilitazione per disordini alimentari. Sasha annuncia che Emily sarà rimpiazzata da Kelly Parker nella squadra per i Mondiali e che anche Kaylie verrà sostituita perché non ha avuto abbastanza tempo per allenarsi.
Lauren è preoccupata che Summer non voglia realmente far parte della sua famiglia ma Summer la rassicura al riguardo; a questo proposito Lauren le chiede se vuole adottarla, in modo tale che non sarà la sua matrigna ma la sua vera madre, Summer accetta.
Tessa ascolta di nascosto un discorso tra Payson, Lauren, Max ed Austin che vogliono aiutare Kaylie nei suoi allenamenti durante la notte; la ragazza immediatamente riferisce quanto scoperto a Kelly che a sua volta informa Sasha. La stessa sera, durante gli allenamenti segreti, Sasha irrompe in palestra dicendo al gruppo che per avergli disobbedito può mandarli via dal team; il coach accetta comunque di vedere un esercizio di Kaylie ma, pur constatando che la ragazza è migliorata, non ritiene che sia ancora psicologicamente pronta per competere.
Il coach si reca dallo psicologo della ragazza ed ha un colloquio con lui; il dottore gli conferma che la ragazza è pronta per tornare; Sasha convinto il giorno dopo annuncia al gruppo che sceglierà tra Tessa Grande, Annie Dillon e Kaylie Cruz chi occuperà l'ultimo posto nella squadra per partecipare ai mondiali.
- Ascolti USA: telespettatori 1.515[17]

## Cane mangia cane
- Titolo originale:Dog Eat Dog
- Diretto da: Chris Grismer
- Scritto da: Michael Gans, Richard Register

### Trama
La manager di Kelly, Sheila, essendo anche la madre, arriva in palestra e comincia a fare in modo che Kelly sia la ragazza più famosa della squadra, e per riuscirci deve farla diventare capitano della squadra statunitense; la incita quindi a trovare delle prove sull'anoressia di Kayle per screditarla. Nel frattempo Kelly dovrà anche riuscire a far entrare in squadra una sua compagna, Tessa, che però viene battuta da Kayle, aiutata da Austin a migliorare il volteggio. Dopo questa sconfitta Kelly litiga con la madre e mentre piange fuori dalla Rock viene consolata proprio da Kayle che la porta a casa sua; lì Kelly trova il diario in cui Kayle ha dichiarato di essere anoressica e lo ruba. Nel frattempo Payson e Max vanno a correre insieme e un giorno trovano un cane e decidono di aiutarlo, ma quando si accorgono che nessuno lo reclama vogliono tenerlo ma né Max né Payson possono; alla fine però sarà proprio quest'ultima a convincere i genitori che le consentiranno di adottare il cane. Lauren invita Max ad uscire con lei.
- Ascolti USA: telespettatori 1.637.000[18]

## Un velo di bugie
- Titolo originale: What Lies Beneath
- Diretto da: David Paymer
- Scritto da: Joanna Johnson

### Trama
Sheila continua con il suo piano per rovinare Kaylie, cerca di convincere Kelly a trovare delle prove riguardanti l'anoressia della sua compagna di squadra; Kelly però ascolta un'intervista rilasciata da Kaylie durante la quale la ragazza la riempie di complimenti creando così dei sentirsi in colpa in Kelly. Nel frattempo Sasha continua a lavorare con Lauren, creando così un vero rapporto di fiducia con la ragazza; Marcus informa Kim sull'arrivo anonimo di un CD contenente il video in cui Sasha e Payson si baciano; questa volta, essendo in formato integrale, si può vedere chiaramente come Sasha respinga la ragazza.
Kaylie viene contattata da due rappresentanti per sponsorizzare una barretta snack energetica e salutare; la ragazza, visti i suoi problemi con il cibo, non vuole diventare il volto di questa campagna e continuare ulteriormente a mentire. Visti i problemi economici di Payson, Kaylie propone alla ragazza un piano per convincere i rappresentanti a scegliere lei. Con l'aiuto di Max che organizza una presentazione della ragazza, lo sponsor è affidato a Payson e, dopo aver convinto i genitori, la ragazza risolve i problemi economici della sua famiglia.
Kelly dispiaciuta per sua madre, le confida di aver trovato il diario segreto di Kaylie in cui la ragazza rivela la sua anoressia; Sheila dopo aver appreso la notizia la convince a consegnare il diario ad Ellen Beals durante la festa organizzata a casa di Lauren in onore dei mondiali.
Durante la festa Max viene sedotto da Lauren, che respinge, essendo confuso emotivamente; poco dopo anche Payson, felice per aver convinto i suoi genitori ad accettare lo sponsor, ringrazia il ragazzo per averla aiutata e gli confida i suoi sentimenti. Max, confuso, non ricambia la ragazza facendola scappare piangendo. Poco dopo ubriaco, il ragazzo si confida con Austin e lo bacia rivelandogli di essere bisessuale.
Kelly decide di non consegnare il diario alla Beals e rivela tutto a Kaylie che, inorridita per aver riposto fiducia nella ragazza, le dice che non saranno mai più amiche. Ellen Beals, essendo stata accusata di essere l'autrice del video del bacio tra Payson e Sasha, cerca vendetta nei confronti di Lauren; rivela a Summer l'identità della autrice del video che, arrabbiata, si confronta con Steve e Lauren scoprendo che entrambi le avevano taciuto la verità. La donna va via dalla festa dicendo che non vuole più niente a che fare con entrambi. Sconvolta per l'accaduto Lauren lascia la festa insieme a Max, con cui ha un incidente stradale.
- Ascolti USA: telespettatori 1.490.000[19]

## L'unione fa la forza
- Titolo originale: Worlds Apart
- Diretto da: Michael Schultz
- Scritto da: Kerry Lenhart, John J. Sakmar

### Trama
Dopo l'incidente Lauren e Max sono in ospedale; la ragazza non ha riportato alcuna lesione Max invece ha una frattura all'osso del collo. Summer si precipita in ospedale dopo essere stata chiamata, Lauren ha fornito il suo numero di telefono ai medici dicendo loro che è sua madre. Lauren visita Max che, credendola Payson, le dice che è dispiaciuto per l'accaduto e che non voleva farla soffrire.
Sasha e le ragazze vanno a Rio de Janeiro dove si terrà la manifestazione dei Campionati Mondiali. Durante la prima giornata di gare la squadra statunitense riesce a qualificarsi alle finali per un soffio perché tutte le ragazze sono distratte dai loro problemi; Sasha allora decide di intervenire convincendo le ragazze a parlare dei loro problemi. Le ragazze arrivano così alle finali più sicure di loro stesse e più unite come gruppo. Grazie a questo, riescono a conquistare il primo posto ed a vincere la medaglia d'oro ai mondiali.
Max raggiunge Payson e dicendole che forse è anche lui innamorato di lei, Austin e Kaylie rivelano la loro relazione ai media.
Le ragazze si prendono per mano e ritornano nello stadio dove hanno appena ottenuto la medaglia d'oro ed osservano felici il tabellone contemplando la loro tanto desiderata vittoria.
- Ascolti USA: telespettatori 1.488.000[20]